# JAS 2
JAS 2 (Japanese Amateur Satellite, auch OSCAR 29, Fuji-OSCAR 29, FO-29) ist ein japanischer Amateurfunksatellit. Er wurde von Funkamateuren der Japan Amateur Radio League gebaut.
Der Satellit wurde am 17. August 1996 als Sekundärnutzlast mit einer H-II-Rakete im Tanegashima Space Center gestartet. Nach dem erfolgreichen Start erhielt der Satellit die OSCAR-Nummer 29 zugewiesen. Er ist mit einem Lineartransponder und einem Bulletin Board ausgerüstet, das Internetverkehr im Teilstreckenverfahren ermöglicht, sowie einem Digitalker, der Sprache in FM ausgibt. Der Uplink ist im 2-m-Band und der Downlink im 70-cm-Band. Seine COSPAR-Bezeichnung ist 1996-046B.